# Ettore Ferrari
Ettore Ferrari (Roma, 25 de marzo de 1845 – Roma, 19 de agosto de 1929) fue un escultor italiano.

## Biografía

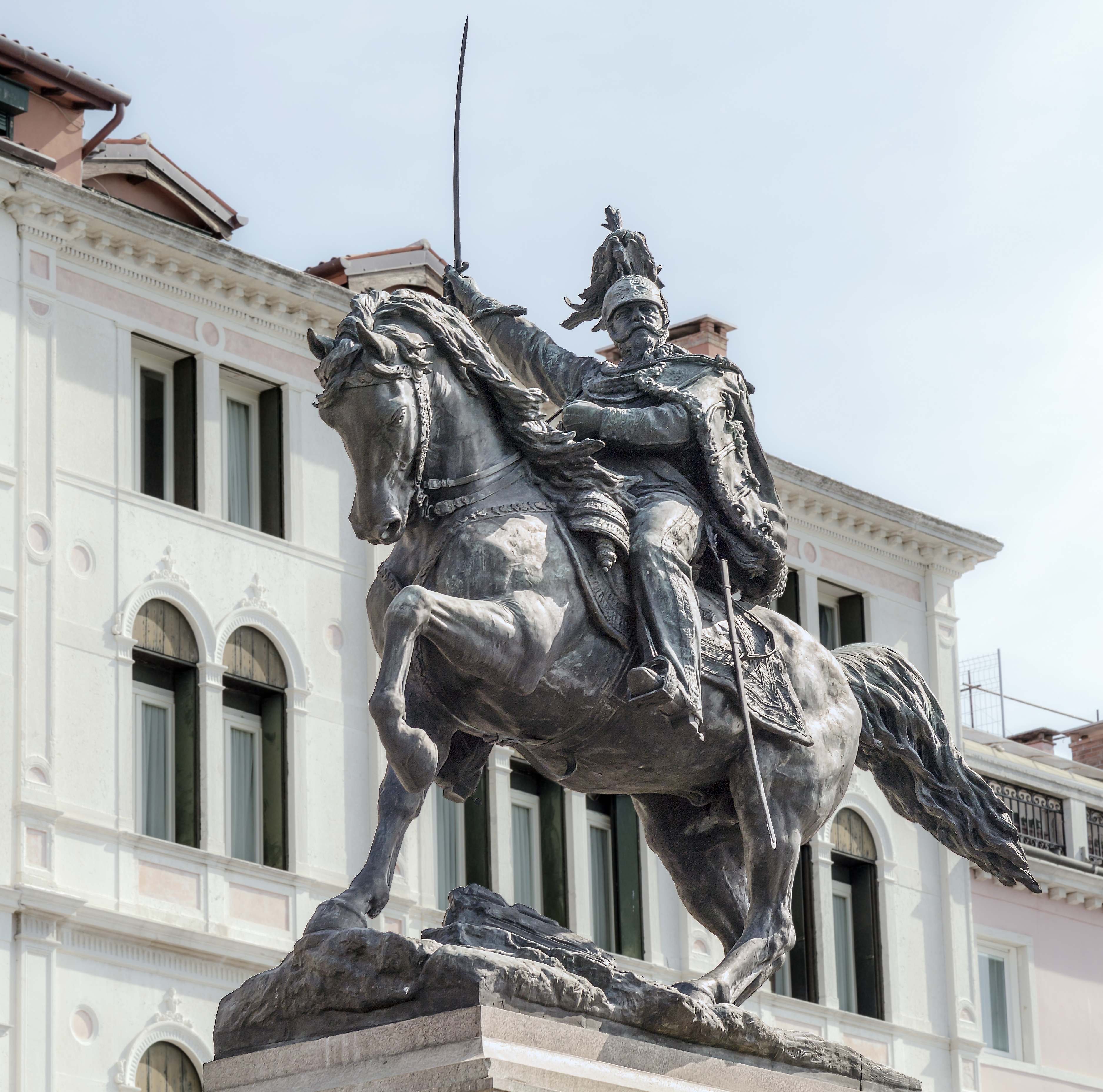
Monumento a Víctor Manuel II en Venecia.

Nacido en Roma en una familia artistas (su padre también era un pintor), Ferrari fue uno de los miembros del renacimiento artístico en el estado laico nacido después de la Unificación de Italia. Durante un tiempo largo, fue profesor en la Academia de San Lucas, diputado en el Parlamento italiano y Gran maestro del Gran Oriente de Italia, el principal cuerpo masónico italiano.
En 1887, creó una estatua de Ovidio para la ciudad de Constanza, Rumania (la antigua Tomis, donde estuvo exiliado el poeta latino) y esta estatua se ha duplicado en 1925 para Sulmona, ciudad natal de Ovidio. Otra obra importante es la estatua bronce de Giuseppe Garibaldi, creada en 1892, situada en Pisa en la plaza con el mismo nombre.
Ferrari también esculpió la estatua de Giordano Bruno en Campo de' Fiori plaza de Roma.